# Corbeau (système d'abordage)
Pour les articles homonymes, voir Corbeau (homonymie) et Corvus (homonymie).

Un corbeau.

Fonctionnement du corbeau.

Le corbeau, en latin corvus (au pluriel corvi), ou harpago, est un système d'abordage qui a été employé par la marine romaine lors d'affrontements navals durant la première guerre punique entre les Romains et Carthage. Il est aussi appelé « corbeau de Duilius » du nom de son concepteur Caius Duilius, vainqueur de la bataille navale de Mylae en 260 av. J.-C.

## Description
Dans son Histoire, Polybe décrit ce dispositif comme une passerelle basculante d'1,2 m (4 pieds) de large et 10,9 m (36 pieds) de long, avec un petit parapet de chaque côté. L’engin était probablement utilisé à la proue du navire, où un système comprenant des poulies et un mât, permettait de soulever et d’abaisser le pont. Il y avait  une forte saillie en forme de bec d’oiseau sur la face inférieure du dispositif (d'où son nom, par analogie avec le bec du corbeau). Ce dernier était conçu pour se ficher dans le pont du navire ennemi lorsque la passerelle d'embarquement était abaissée. Cette passerelle permettait d’établir une liaison solide entre les navires et un chemin d’accès pour les fantassins romains, leur permettant d’accéder facilement à bord du navire à conquérir, la supériorité de l'équipement pour le corps à corps de ceux-ci, faisant ensuite la différence.
Au IIIe siècle av. J.-C., Rome n'était pas une puissance maritime et avait peu ou pas d'expérience dans le combat naval. Avant la première guerre punique, la République romaine n'avait jamais fait campagne en dehors de la péninsule italienne. La puissance militaire de la république résidait dans ses forces terrestres et ses plus grands atouts étaient la discipline et le courage de ses soldats. La passerelle d'embarquement lui a permis d'utiliser sa marine contre des marins Carthaginois plus aguerris. La tactique romaine de la passerelle d'embarquement s’est révélée efficace, elle leur a permis de gagner plusieurs batailles, notamment celles de Mylae, de Sulci, de Tyndaris, et celle du cap Ecnome.
Malgré ses avantages, la passerelle d'embarquement présente de graves inconvénients : elle ne peut pas être utilisée dans une mer agitée, car une liaison stable entre deux bateaux les met tous deux en danger. Selon Bonebaker, professeur d'architecture navale à Delft, qui estime le poids d’une passerelle d'embarquement à une tonne, il est « très improbable que la stabilité d'une quinquérème qui déplace environ 250 m3 soit gravement perturbée » par cette surcharge, somme toute, modérée.
D'autres historiens pensent que son poids sur la proue compromettait la navigabilité du navire et les Romains ont perdu presque deux flottes entières au cours de deux tempêtes en -255 et en -249, principalement en raison de l'instabilité provoquée par ce dispositif. Quand les tactiques navales ont été davantage éprouvées et que les Romains ont acquis davantage d’expérience, la passerelle d'embarquement n’a plus été utilisée au cours des batailles navales. Son usage n'est plus mentionné dans les sources de la période qui suit la bataille du Cap Ecnome et, apparemment, la Bataille des îles Aegates qui a emporté la décision de la première guerre punique a été remportée sans qu’on l’ait utilisée.

## Similitudes

### Tours de siège
Certains engins de siège utilisés dans l’Antiquité ou au Moyen Âge, comme la tour de siège, étaient équipés à leur sommet d’une passerelle basculante dont le principe était voisin de celui du corbeau.
Lorsque la tour, montée sur roues, parvenait à quelques mètres des remparts, malgré les tirs des archers,  la passerelle était abaissée sur le parapet des murailles du château assiégé et les assaillants se précipitaient sur le chemin de ronde pour l’assaut final.